# 東京農業大学短期大学部
東京農業大学短期大学部（とうきょうのうぎょうだいがくたんきだいがくぶ、英語: Junior College of Tokyo University of Agriculture）は、東京都世田谷区桜丘1-1-1に本部を置いていた日本の私立大学である。1950年に設置され、2018年に廃止された。大学の略称は東農大短大部。

## 概観

### 大学全体
日本で初めて設立された私立の農学校である徳川育英会育英黌農業科の後身である東京農業大学専門部の流れを受け継ぎ、1950年に設置された。2018年3月に閉校し、11月6日に廃止認可された。

### 建学の精神（校訓・理念・学是）
前身である東京農学校の初代学長横井時敬は「稲のことは稲に聞け、農業のことは農民に聞け」や「農学栄えて農業亡ぶ」といった言葉を残した。これは観念論を排して実際から学ぶ姿勢を重視し、学問のための学問を排した『実学主義』を重視することを表しており、現在も農大は「実学主義」を教育理念とし、「人物を畑に還す」（昨今の国際化社会に伴い、「人物を世界の畑に還す」とする場合もある。）と「農業後継者や地域社会の担い手の育成」を最大目標としていた。

### 教育および研究
短期大学では珍しく全学科に研究室が設置されている。
あわせて、環境問題へ積極的に取り組むことも目的としており、世田谷キャンパスは「ISO14001」の認証を取得していた。

### 学風および特色
大根を持って踊る青山ほとりが「大根踊り」として広く知られており、象徴ともいえた。
また、校門に掲げられた校標や大学のパンフレットで使われている「東京農業大学短期大学部」の文字は棟方志功の揮毫であった。

## 沿革

### 略歴
- 1911年に設置された専門学校令による東京農業大学[2]を前身とする東京農業大学専門部を発展させ、1950年に東京農業大学短期大学として設立され、1990年に東京農業大学短期大学部と改称した。
- かつては、千葉県茂原町に「茂原キャンパス」があり農業科、営林科および酪農科を設置していたが、現在は、世田谷キャンパスのみとなっている。
- 前身の東京農業大学専門部の歴史については、東京農業大学を参照。

### 年表
- 1950年4月1日 東京農業大学短期大学を設置。農業科、園芸科、醸造科、農業経営科、造園科、営林科および酪農科開設。
- 1950年4月9日 応募者が少ないため、造園科、営林科および酪農科の募集停止。
- 1950年4月24日 第1回入学式挙行。
- 1952年 戦後初の学園祭「収穫祭」開催。大根踊り誕生。
- 1956年 園芸科および農業経営科廃止。栄養科を設置。
- 1981年 図書館農業資料室、博物館相当施設に指定。
- 1990年3月29日 東京農業大学短期大学を東京農業大学短期大学部とする改称が認められる。
- 1990年4月1日 東京農業大学短期大学部と改称。
- 1992年 農学科を改組し、生物生産技術学科および環境緑地学科開設。あわせて、醸造科を醸造学科に、栄養科を栄養学科に改称。
- 2015年 学生募集をこの年度で終わる。
- 2018年 閉校した。

## 基礎データ

### 所在地
- 世田谷キャンパス（東京都世田谷区）

### 象徴

#### スクールカラー
スクールカラーは松葉緑（まつばみどり）であった。この色は、かつて、農大があった渋谷常磐松にあった老松（常磐松）の緑色に由来している。

#### 校章
1893年の私立東京農学校として独立した際、稲穂の向かい合った円の中心に「農」の一文字を入れたものを校章とした。その後、1911年に私立東京農業大学となった際、大学部本科の角帽に「農大」の校章を入れて以来、この校章を使用していた。

#### 校歌・応援歌
| - 東京農業大学学歌（常磐の松風） - 青山ほとり（大根踊り） - 応援歌（あゝ若人の血は躍り） - 第二応援歌 緑の精鋭 - College Song - 団結節 | - 打倒の拍手 - どじょうすくい - 農大エール - 相撲エール - 蒙古放浪の歌 - 東京農大オホーツクキャンパス讃歌 |

東京農業大学学歌は、1925年5月、国文学者尾上柴舟に作詞を、作曲家山田耕筰に作曲を依頼し、翌1926年9月25日に発表されて以来80年以上、農大の学歌として歌い継がれてきている。

## 教育および研究

### 組織

#### 現在ある学科
- 生物生産技術学科
  - 園芸生産学研究室
  - 作物生産学研究室
  - 植物資源利用学研究室
  - 動物資源利用学研究室
- 環境緑地学科
  - 緑地計画学研究室
  - 緑地建設・植栽学研究室
  - 緑地生態学研究室
- 醸造学科
  - 酒類学研究室
  - 調味食品学研究室
  - 食品微生物学研究室
  - 食品分析化学研究室
- 栄養学科
  - 栄養学研究室
  - 食品学研究室
  - 調理学研究室
  - 栄養管理学研究室

#### 過去にあった学科
- 造園科（1950年）
- 営林科（1950年）
- 酪農科（1950年）
- 園芸科（1950年〜1956年）
- 農業経営科（1950年〜1956年）
- 農業科（1950年〜1990年）

### 研究
- なし

### 教育

#### 特色ある大学教育支援プログラム
- 「学生主導型体験学習が拓くキャリアデザイン」

2006年度〜2008年度

#### 質の高い大学教育推進プログラム
- 「学生と教員の協働による学科横断的実学教育」

2008年度〜2010年度

## 学生生活

### サークル活動
- 全學應援團本部
  - 全學應援團リーダー部
  - 全學應援團吹奏楽部
  - 全學應援團チアリーダー部
- 農友会総務部
- 文化団体連合会本部

| - 講演部 - 文芸部 - 社交ダンス研究部 - 写真部 - 海外移住研究部 - 茶道部 - 演劇研究部 - 華道部 - 農村調査部 | - 書道部 - 美術部 - 視聴覚部 - 詩吟部 - 村の会部 - マンドリン部 - ローバークルー部 - 探検部 - 囲碁部 | - 邦楽部 - 英語部 - 混声合唱部 - 管弦楽部 - 日本民踊部 - 将棋部 - ギター部 |

- 体育団体連合会本部

| - 相撲部 - 馬術部 - 陸上競技部 - 山岳部 - 空手部 - ラグビー部 - ホッケー部 - サッカー部 - 硬式野球部 - 準硬式野球部 - バレーボール部 | - 男子硬式庭球部 - 女子硬式庭球部 - 卓球部 - ボクシング部 - 柔道部 - 剣道部 - 自動車部 - バスケットボール部 - 合氣道部 - スキー部 - レスリング部 | - 体操部 - 少林寺拳法部 - 弓道部 - ゴルフ部 - 洋弓部 - ボディビル・パワーリフティング部 - フェンシング部 - アメリカンフットボール部 - バドミントン部 - ラクロス部 |

サークル活動は、1904年10月25日の農友会臨時大会で、学術部、文芸部、娯楽部、運動部が設立されたことからその歴史が始まる。このうち、文芸部と学術部を前身とする講演部は、2009年現在でも存続している。サークル活動で特筆すべき事項として「全學應援團」がある。全學應援團は、1931年6月19日に「東京農業大學全學學生應援團」として設立され、1948年2月16日に今の「全學應援團」となった。また、農大における応援団はその名の通り、全学生によって組織されている自治団体であり、他校のように運動競技応援一辺倒ではなく、学術部門に関する応援も行っている。通常の応援団業務は、「全學應援團リーダー部」、「全學應援團吹奏楽部」、「全學應援團チアリーダー部」の3団体が行っている。また、全學應援團設立時、「応援団の旗を日本一立派なものにしよう」と考え近衛師団の鎗を応援団旗の旗竿にしようと陸軍省に申請したところ、陸軍大臣より下付された歴史がある。近衛師団の鎗を旗竿として下付されたのは農大のみであり、常磐松時代の戦災により旗は焼失したものの、旗竿は今なお現存している。また、各サークルについてであるが、講演部は、毎年12月に弁論大会として「農林水産大臣杯争奪全日本学生弁論大会」を主催しているほか、農村調査部のように元々は学科の研究室を母体として発足したサークルなどもある。
このほか、サークル活動とは別に、同好会も数多く設置されている。

### 収穫祭（学園祭）
農大の学園祭は、「収穫祭」と呼ばれており、毎年、文化の日（11月3日）あたりに行われ、例年、15万人以上が来場する。
収穫祭では、野菜の無料配布をはじめ、利き酒大会、鮭の掴み取りなどの農大ならではのイベントが開催されている。

### スポーツ
- 農大と國學院大學の体育系団体は、同じ渋谷常磐松にキャンパスを設置していた経緯から、戦前より「農國戦（國農戦）」とよばれる対抗戦を実施しており、農大が世田谷に移転してからも対抗戦を実施している。
- 空手部は、関東学生空手道連盟に所属し、1992年には全日本大学空手道選手権大会で優勝している。
- 硬式野球部は、各キャンパスに設置されているが、東京（世田谷・厚木キャンパス）と北海道（オホーツクキャンパス）で全く別の組織となっている。前者は、東京農業大学硬式野球部（略称：東京農大）として東都大学野球連盟に、後者は東京農業大学生物産業学部硬式野球部（略称：東京農大生産学部）として北海道学生野球連盟にそれぞれ所属しており、プロ野球ドラフト会議でも区別されている。
- 少林寺拳法部は、1960年10月に結成された少林寺拳法同好会を前身とし、設立では東海大学、慶應義塾大学に次いで3番目の歴史がある。また、1962年12月13日に同好会から部に昇格をしており、関東の大学一歴史のある少林寺拳法「部」となっている。
- 相撲部は、第14代時津風（豊山勝男）が農大出身という関係から、時津風部屋と関係が深く、卒業後角界入りする者はほとんどが時津風部屋に入門している。現に、時津風部屋の16代時津風（時津海正博）をはじめ、時天空慶晃は農大卒業生である。
- 馬術部は、世田谷キャンパスが日本中央競馬会馬事公苑に隣接していることから、練習場所として馬事公苑を使用している。
- 陸上競技部は、東京箱根間往復大学駅伝競走（箱根駅伝）に第2回より出場しており、1977年の第53回大会では往路復路ともに2位で総合準優勝をしている。また、女子は、1989年の全日本大学女子駅伝対校選手権大会で初出場準優勝という成績を収め、1992年には優勝をしている。

### 大学関係者組織
農友会
全教職員と学生によって組織される団体。1893年に第1期卒業生の同窓会として誕生したことに始まり、総務部、文化団体連合会、体育団体連合会の3団体が中心となって、活動を行っていた。
校友会
東京農業大学の全卒業生によって組織される団体。卒業生の立場から母校である東京農業大学の発展に寄与することを目的としている。
短生友の会
生物生産技術学科の全教職員と学生組織によって組織される親睦団体。
緑指の会
環境緑地学科の全教職員と学生組織によって組織される親睦団体。
千穎会
旧栄養科および栄養学科の同窓組織。
教育後援会
東京農業大学短期大学部の全学生の保証人で構成される団体。

### 大学関係者一覧
- 東京農業大学の人物一覧

## 施設

### キャンパス
世田谷キャンパス
- 交通

小田急小田原線経堂駅より徒歩15分
小田急小田原線千歳船橋駅・祖師ヶ谷大蔵駅より東急バス利用、農大成人学校前または農大前下車。
小田急小田原線成城学園前駅より東急バスまたは小田急バス利用、農大前下車。
東急田園都市線用賀駅より東急バス利用、農大成人学校前または農大前下車。
- キャンパス概要

旧大日本帝国陸軍機甲整備学校跡地に1946年開設された。
世田谷通りに面した正門の門柱は、機甲整備学校時代から使われているものであり、「陸軍」と彫られた境界石も現存している。
キャンパス内には、世田谷区指定の保存樹木が多数存在しており、緑が豊富である。
2009年現在、教育研究環境の再整備を進めており、高層建物の建築、教育研究機能の移転を実施する予定である。
- キャンパス内の施設
  - 大学本部
  - 1号館

講義室、キャリアセンター、メディアホール
  - 8号館

醸造学科
  - 9号館

栄養学科
  - 10号館

生物生産技術学科、環境緑地学科、入試センター、学生サービスセンター、国際協力センター
  - 11号館

教職・学術情報課程
  - 13号館

講義室
  - 14号館

学芸員博物館実習室
  - 15号館

総合研究所、実験室
  - 16号館

健康増進センター、コンピュータセンター
  - 16号館別館
  - 17号館

百周年記念講堂、カフェテリアグリーン、レストランすずしろ
  - 18号館

講義室、実験室
  - 図書館
  - 「食と農」の博物館

博物館、バイオリウム
  - エコテク・ゾーン

グリーンハウス、農業リサーチセンター、リサイクルセンター
  - 常磐松会館

東京農業大学生活協同組合、ゆうちょ銀行本店東京農業大学世田谷校舎内出張所
  - 常磐松学生会館
  - 桜丘アリーナ（体育館）
  - 野球場
  - グラウンド
  - 常磐松会館道場

剣道、少林寺拳法、空手、合気道、柔道、フェンシング、卓球、ボクシング、ボディービル・パワーリフティング、レスリング道場練習場
  - 弓道場
  - 土俵
  - テニスコート
  - ホッケー場
  - 学生寮（桜丘寮、若草寮、青雲寮、育英寮）・合宿所（農友会剣道部、野球部、相撲部、ボクシング部、レスリング部）
  - グリーンアカデミーホール

成人学校
  - 三井住友銀行経堂支店東京農業大学出張所

### 学生食堂
17号館内の「カフェテリア・グリーン」、17・18号館内の「レストラン・すずしろ」、食と農の博物館内の「カフェ・プチ・ラディッシュ」、グリーナカデミーホール内の「グリーン・アカデミー・ホール・レストラン」の4つがあり、いずれも学生・教職員以外の一般人の利用も可能となっている。また、常磐松会館内には、東京農業大学生活協同組合の店舗があり、テイクアウト専用の「一番飯」とスパゲッティ・カレー専門店の「アミ」がある。

### 講堂
17号館内の「百周年記念講堂」と「桜丘アリーナ」の2つの講堂がある。
前者は全学的な講義をはじめ各種講演会などに使われ、後者は入学式や学位授与式（卒業式）などの式典に使われている。

### 学生会館
世田谷キャンパス
学生会館として、「常磐松会館」、「常磐松会館別館」、「常磐松学生会館」の3棟ある。
従来、「常磐松会館」と「常磐松会館別館」の2棟が学生会館として利用され、会館がサークルの部室として、別館が同好会の部室として利用されてきたが、別館の老朽化が著しいことから、2008年に「常磐松学生会館」が建設され、同好会の部室が学生会館に移転した。また、常磐松会館には、東京農業大学生活協同組合の店舗が入っており、学生・教職員以外の一般人の利用も可能となっている。

### 寮
世田谷キャンパス
キャンパスに隣接して、桜丘寮、若草寮、青雲寮、育英寮の4つが設置されている。また、農友会の野球部、相撲部、ボクシング部、レスリング部、剣道部の各部は、キャンパス内に合宿所を設置している。

### 農場
農業に関する専門的な教育・研究を行っているため、日本各地に農場を設置して実習や研究を実施している。管轄は大学各学部であるが、短大各学科も実習等に利用している。
厚木農場（神奈川県厚木市）
1960年開設、厚木キャンパスに併置。農場と棚沢水田を設置。農学部管轄。
二宮柑橘園（神奈川県中郡二宮町）
温州みかんや雑柑種の農場。農学部管轄。二宮町に設置されているが、学内では厚木農場の一施設となっている。
富士農場（静岡県富士宮市・富士箱根伊豆国立公園内）
1941年開設。畜産関係施設。農学部管轄。
宮古亜熱帯農場（沖縄県宮古島市）
熱帯・亜熱帯農業教育研究用農場。国際食料情報学部管轄。
網走寒冷地農場（北海道網走市）
1982年開設。寒冷地畑作大規模農場。生物産業学部管轄。
奥多摩演習林（東京都西多摩郡奥多摩町・秩父多摩甲斐国立公園内）
1978年開設。林学、林産学実習教育・試験研究農場。地域環境科学部管轄。

### 「食と農」の博物館
「食と農」の博物館は、世田谷キャンパスと日本中央競馬会馬事公苑の間に設置されている博物館である。
農大各学科の研究の紹介をはじめ、農大卒業蔵元の地酒の紹介などを行っている。また、隣接するバイオリウムでは、熱帯動植物を見ることができる。
建物は、隈研吾の設計で、1〜2階は博物館、3〜4階は財団法人進化生物学研究所となっている。

### 図書館
世田谷学術情報センター
世田谷キャンパス内に設置されている図書館。江戸、明治時代の農書や明治、大正、昭和初期の卒業論文の電子化、農学書籍や標本類を数多く収集することを目標としており、農業関係者および農学者の間では標本数や貴重な文献が揃っていることで評価が高い。また、日本農学図書館協議会事務局は、世田谷学術情報センター内に設置されている。

## 対外関係

### 他大学との協定
- 東京農業大学の項を参照。

### 系列校
- 東京農業大学第一高等学校・中等部
- 東京農業大学第二高等学校
- 東京農業大学第三高等学校・附属中学校
- 東京農業大学成人学校（各種学校扱い）